# Teixidor de Bertram
El teixidor de Bertram (Ploceus bertrandi) és un ocell de la família dels ploceids (Ploceidae).

## Hàbitat i distribució
Habita les sabanes i vegetació de ribera a les terres altes de l'est i sud de Tanzània, nord-est de Zàmbia, centre i sud de Malawi i nord de Moçambic.